# Léon Olympe Anne Bernard Marie
Pour les articles homonymes, voir Marie.
Léon Olympe Anne Bernard Marie, né le 17 décembre 1849 à Toulouse et mort le 11 janvier 1900 à Carbonne, est un sculpteur français.

## Biographie
Léon Marie, né à Toulouse en 1849, est le fils de Jean-Jacques Marie, famulus au palais de justice, et de Félicité Bernarde Couret,.
Installé à Saint-Élix-le-Château avec ses parents, il est déjà sculpteur en 1872. Élève de François Jouffroy à l'École des beaux-arts de Paris et d'Alexandre Falguière, il concourt en 1874 pour le prix de Rome de sculpture, avec pour sujet La Douleur d'Orphée : le grand prix est remporté par Jean-Antoine Injalbert, tandis qu'Ernest Guilbert et Léon Marie remportent respectivement les 1er et 2e seconds grand prix,.
En 1882, il épouse à Carbonne Marie Germaine Anizan. Le couple a trois enfants : Jane en 1883, Félix en 1884 et Paule en 1887.
Léon Marie meurt en 1900 à Carbonne.
Les multiples erreurs concernant son patronyme rendent difficiles l'identification de ses œuvres.